# Maria Stuart van Schotland
Maria Stuart van Schotland, gravin van Buchan (ca. 1428 - 20 maart 1465) was de vijfde dochter van Jacobus I van Schotland en Joan Beaufort. Ze huwde met Wolfert VI van Borselen, een Zeeuwse edelman met wie ze in Zeeland leefde tot haar dood in 1465. Ze kregen twee kinderen, die beiden jong overleden.

## Familie
Mary had vijf zusters en twee tweelingbroers. De ene broer overleefde zijn jeugdjaren niet, de ander zou later Jacobus II van Schotland worden. Haar zusters werden aan diverse Europese dynastieën uitgehuwelijkt. Haar zus Margeretha huwde met de dauphin van Frankrijk (de toekomstige koning Lodewijk XI), zij overleed op haar twintigste zonder nageslacht. Haar zuster Isabella werd hertogin van Bretagne en kreeg twee dochters. Een andere zuster, Eleanor, huwde een Habsburgse aartshertog en leefde in Oostenrijk, maar overleed daar eveneens zonder nageslacht. Haar zus Joan, die doof was vanaf haar geboorte, verbleef in Schotland en trouwde daar een baron met wie ze vier kinderen kreeg. Haar jongste zus Annabella huwde twee keer en scheidde ook twee keer. Met haar tweede man, een Schotse baron, had ze kinderen.

## Huwelijk
In 1444 huwde prinses Mary in het Zeeuwse Veere met Wolfert VI van Borselen. Wolfert was de zoon van Hendrik II van Borselen, graaf van Grandpre en Johanna van Halewijn. Het huwelijk stimuleerde een samenwerking tussen Schotland en de Lage Landen. Ook in 1444 werd voor Mary een nieuwe adellijke titel gecreëerd, die van 1ste gravin van Buchan. In 1462 werd haar man Wolfert tot Maarschalk van Frankrijk benoemd en kreeg later ook de erkenning als Wolfert VI, heer van Veere en graaf van Grandpré. Hij werd ook de baron van Buchan genoemd.
Mary overleed op 20 maart 1465, ze was toen tussen de 30 à 40 jaar oud, zonder overlevend nageslacht (hun zoon Karel overleed in 1451). Ze werd begraven in het koor van de Grote Kerk van Veere. Na haar dood trouwde haar man met Charlotte de Bourbon, dochter van Lodewijk I van Montpensier. Hun dochter Anna huwde met een kleinzoon van Filips de Goede. Wolfert overleed in 1487. De titel van Buchan werd uiteindelijk in 1469 vergeven aan haar halfbroer James Stuart (haar moeders zoon, uit haar tweede huwelijk), die de eerste baron van Buchan werd genoemd.